# Martin Robichaud
Pour les articles homonymes, voir Robichaud.
Martin J. Robichaud, né le 7 avril 1874 à Shippagan et mort le 8 octobre 1958 dans la mème ville, est un homme politique canadien.

## Biographie
Martin J. Robichaud est né le 7 avril 1874 à Shippagan. Il épouse Marie Landry. Il présente sa candidature à l'élection provinciale du 3 mars 1908 sous la bannière conservatrice, sans réussir à se faire élire. Il remporte ensuite un siège à l'Assemblée législative du Nouveau-Brunswick le 24 juin 1912. Il se présente ensuite sans succès aux élections du 24 février 1917, du 10 août 1925 et du 27 juin 1935. Il meurt le 8 octobre 1958 à Shippagan. L'un de ses enfants est Albany Robichaud.